# Monumento ao Sol

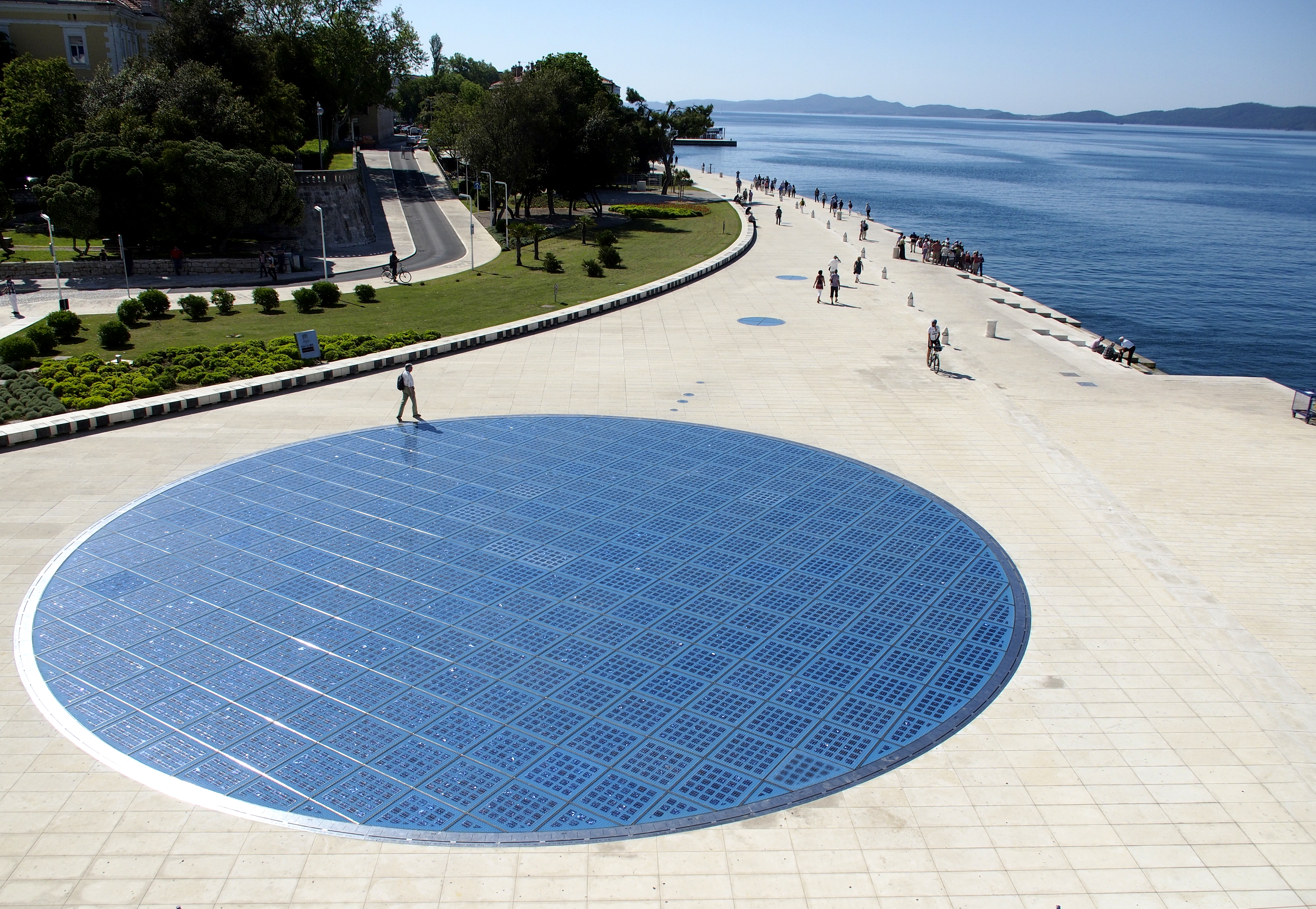
O monumento fica localizado no ponto ocidental da península de Zadar

O Monumento ao Sol ou Saudação ao Sol (em croata:  Pozdrav suncu) é uma obra de arte pública localizada na cidade de Zagreb, na Croácia. Projetado pelo famoso arquiteto croata Nikola Bašić e inaugurado em 2005, o monumento consiste em um grande disco de vidro com diâmetro de vinte e dois metros, que fica embutido no chão e é cercado por trinta círculos de granito com diâmetros variados. No centro do disco de vidro, há uma camada de células fotoelétricas que convertem a luz solar em energia elétrica, que é usada para iluminar o monumento à noite.
A ideia por trás do Monumento ao Sol é celebrar a relação entre o sol e a humanidade, bem como a importância da luz e da energia solar para a vida na Terra. Durante o dia, a luz solar reflete no disco de vidro e cria um jogo de luz e sombra nos círculos de granito ao redor. À noite, o monumento se ilumina com a energia gerada pelas células fotoelétricas e cria uma aura mágica no ambiente.
O Monumento ao Sol é uma atração turística popular em Zagreb e é frequentemente usado como um ponto de encontro para eventos públicos e culturais. É também um exemplo impressionante de arte pública e de como a arte pode ser utilizada para conscientizar as pessoas sobre questões importantes, como a sustentabilidade e a proteção ambiental.

## Desenho
Em termos de desenho, o monumento tem uma aparência moderna e minimalista, com linhas simples e limpas que destacam a beleza da luz e da sombra.

## Galeria

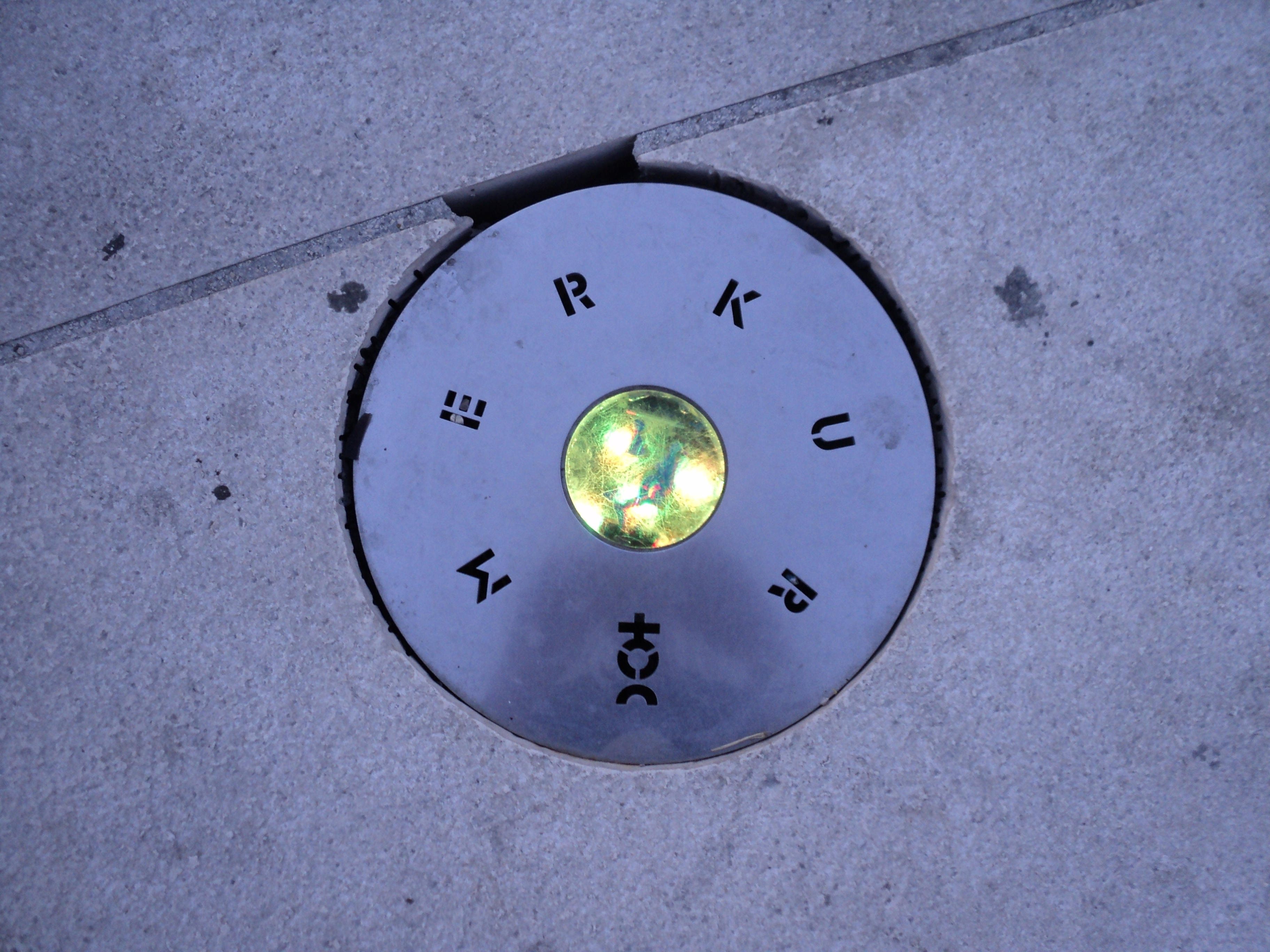
Mercúrio
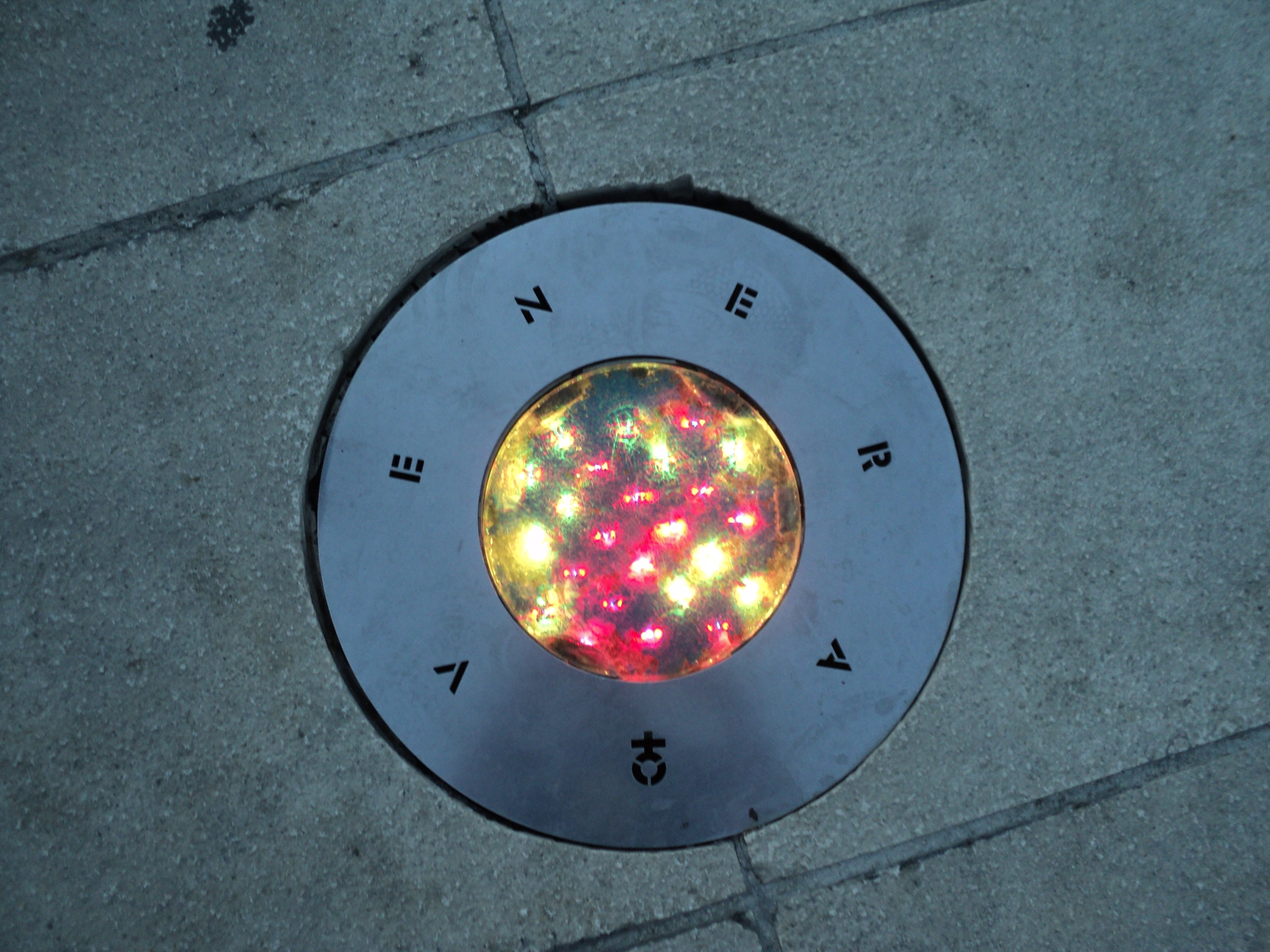
Vênus
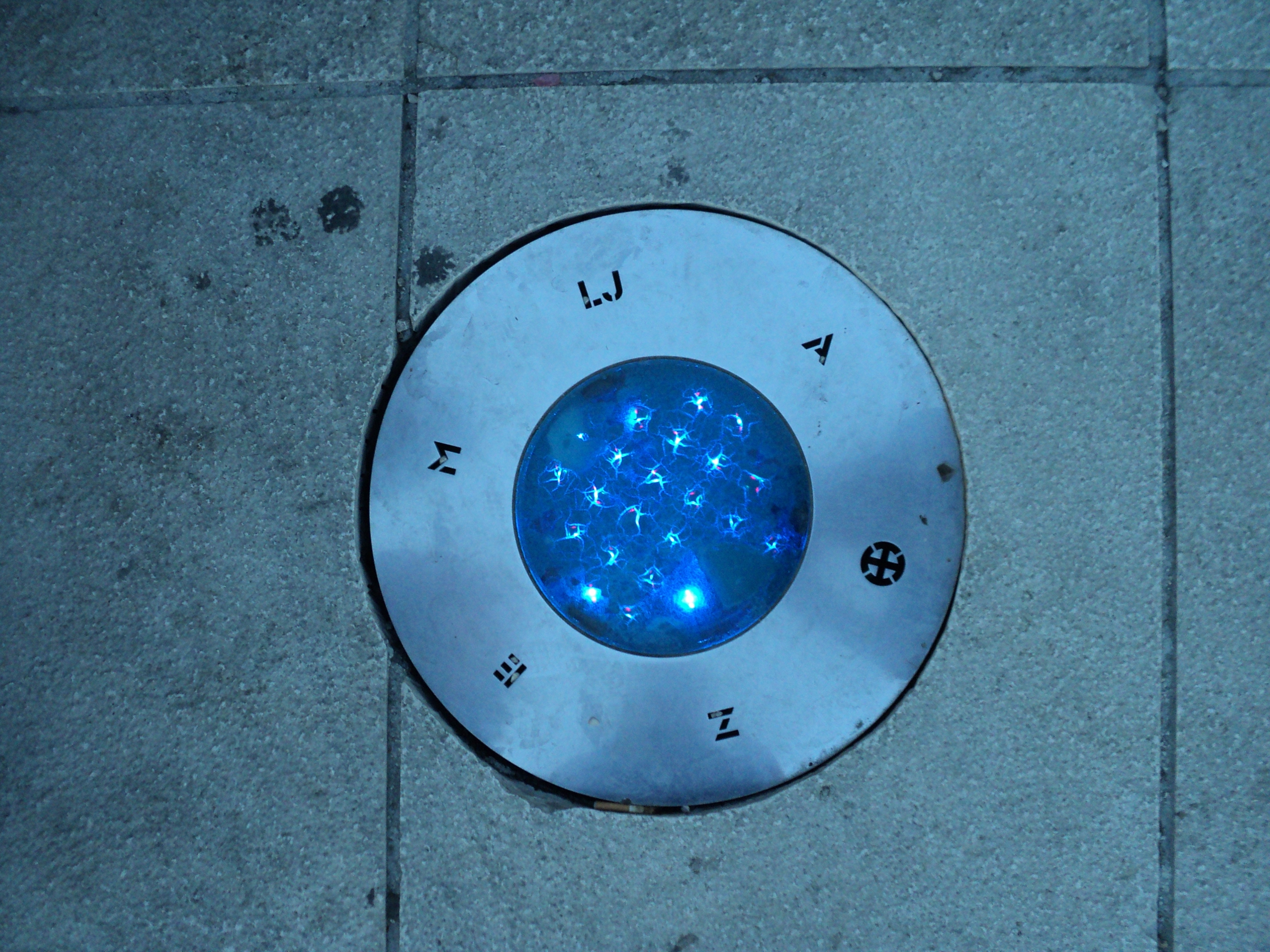
Terra
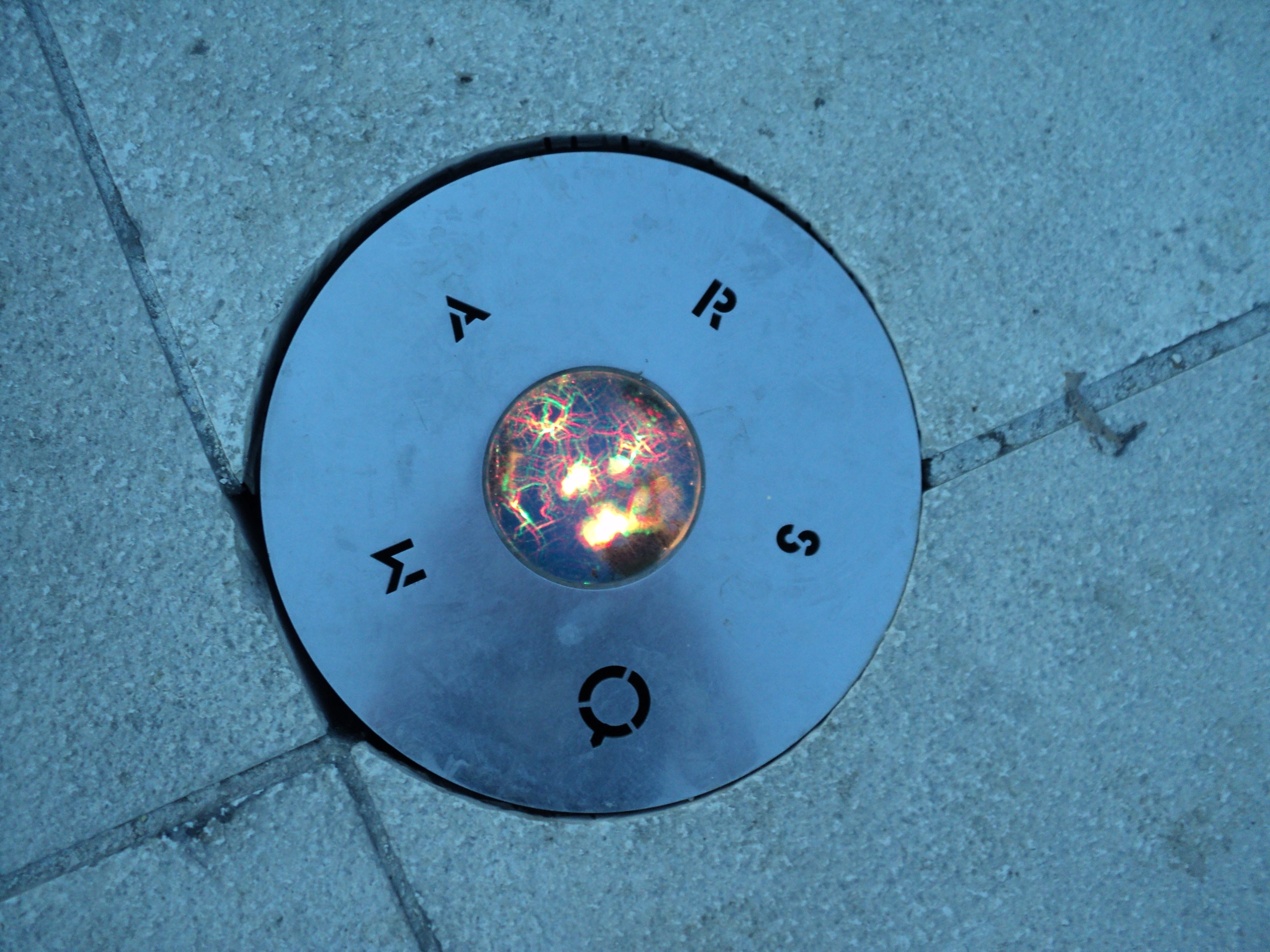
Marte
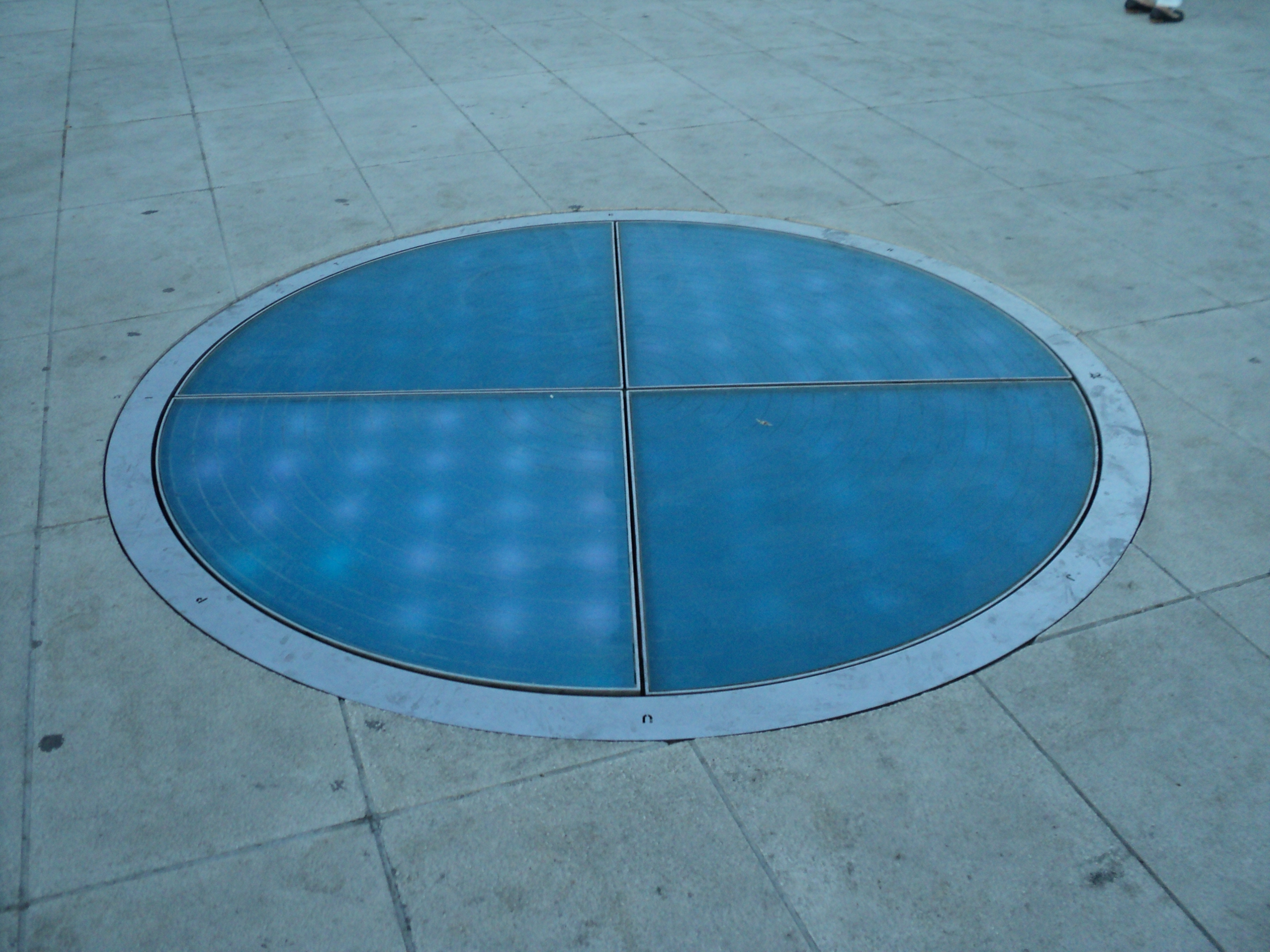
Júpiter
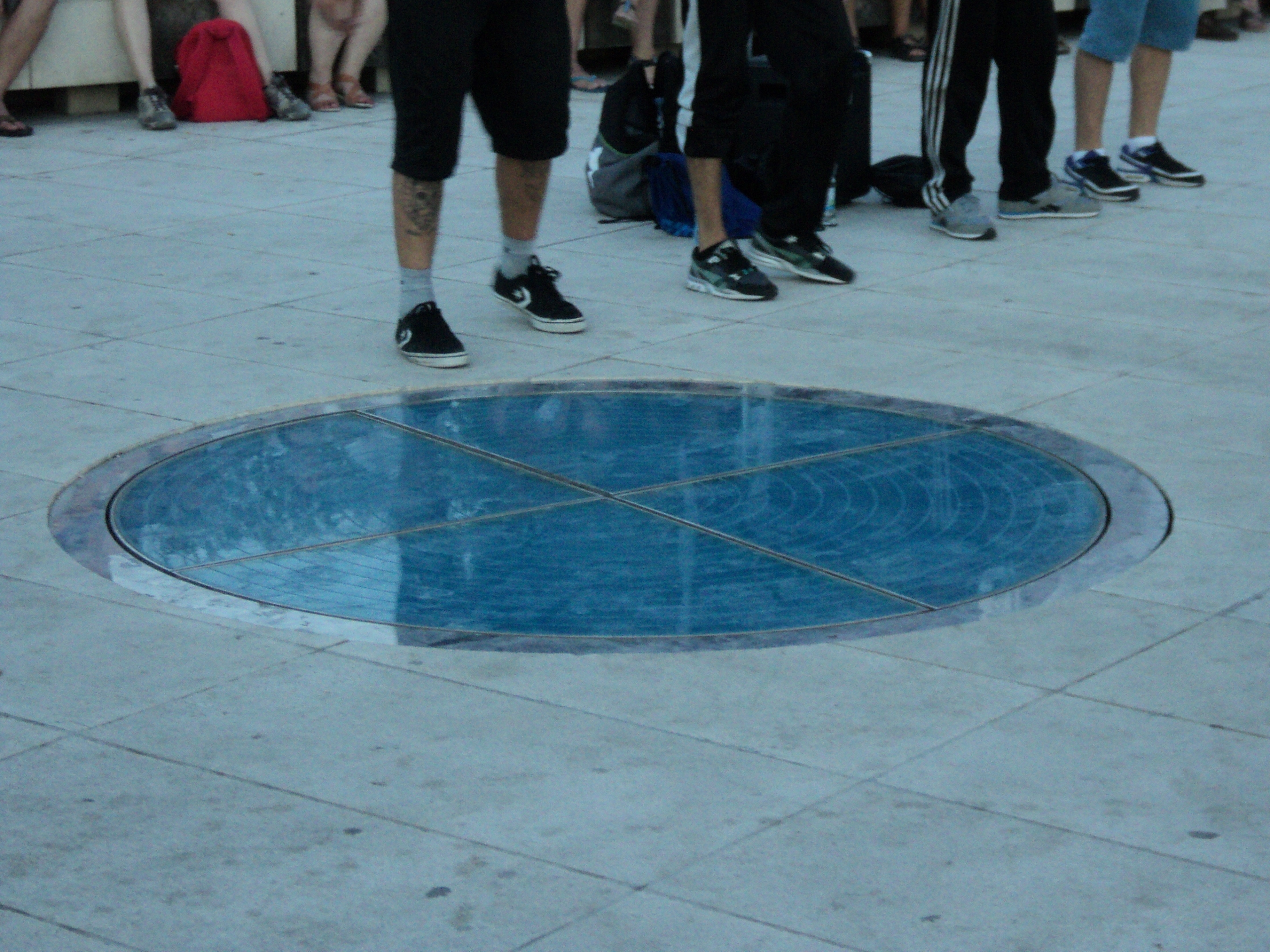
Saturno
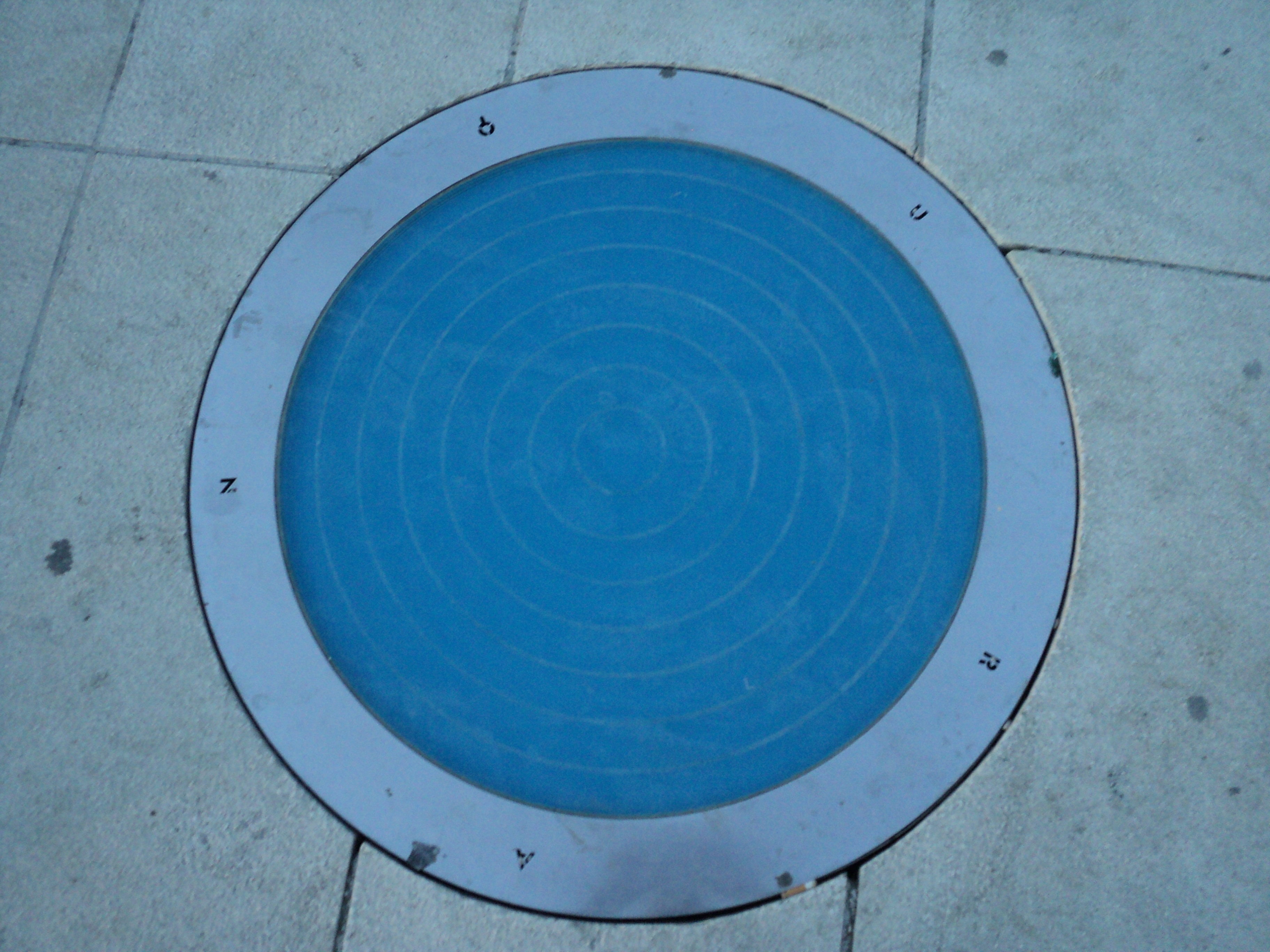
Urano
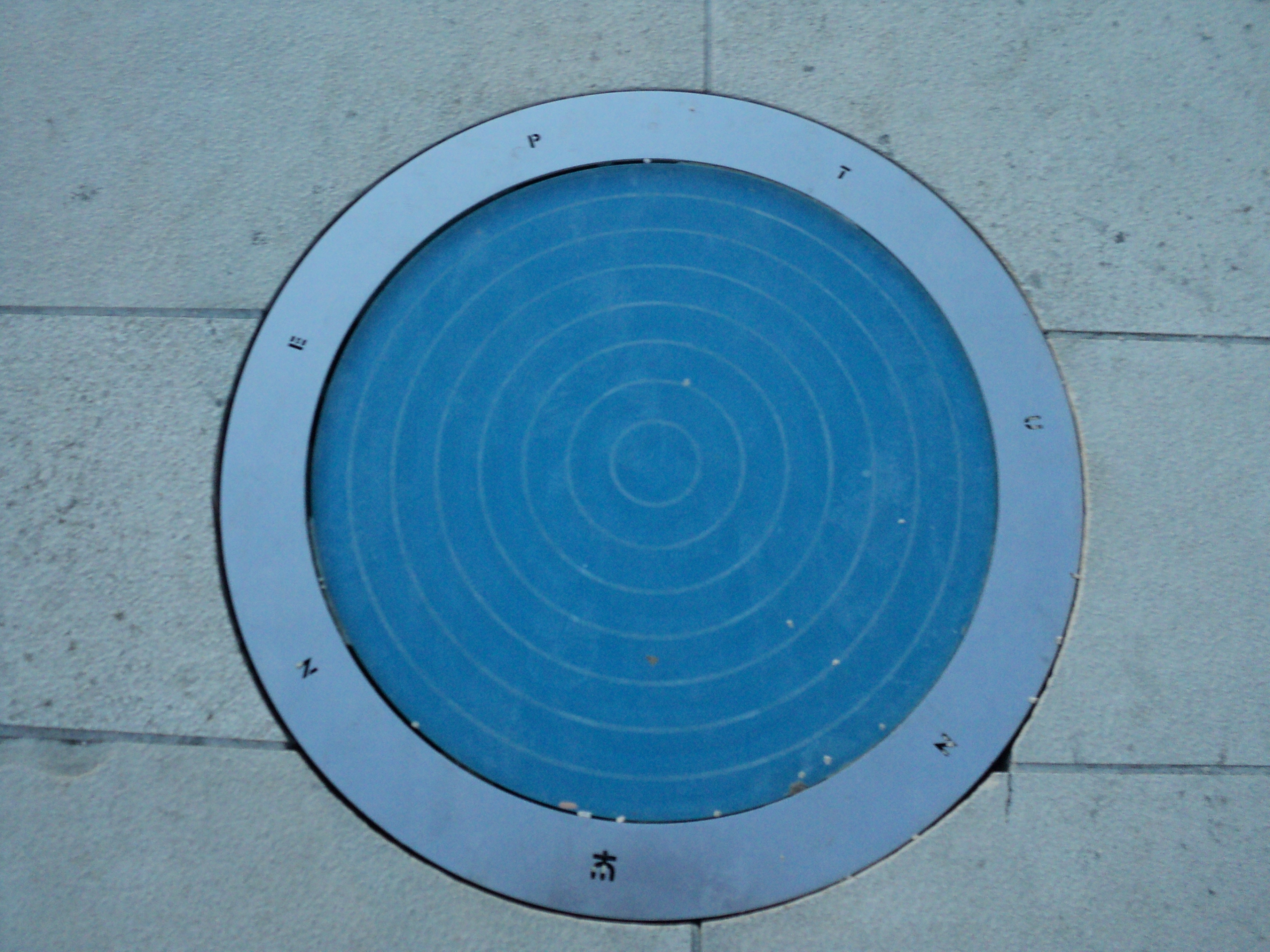
Netuno